# 2010 JK124
2010 JK124 ist ein großes transneptunisches Objekt im Kuipergürtel, das bahndynamisch als nahes oder erweitertes Scattered Disk Object (SDO oder DO) eingestuft wird. Aufgrund seiner Größe gehört der Asteroid möglicherweise zu den Zwergplanetenkandidaten.

## Entdeckung
2010 JK124 wurde am 11. Mai 2010 von einem Astronomenteam, bestehend aus Chad Trujillo, Andrzej Udalski und Scott Sheppard, mit dem am 1,3-m-Teleskop der Warschauer Universität am Las-Campanas-Observatorium (Chile) entdeckt. Die Entdeckung wurde am 25. Mai 2010 bekanntgegeben.
Der Beobachtungsbogen des Planetoiden beginnt mit der offiziellen Entdeckungsbeobachtung am 11. Mai 2010. Bisher wurde der Planetoid nur durch das Las-Campanas-Observatorium beobachtet. Im April 2017 lagen insgesamt 15 Beobachtungen über einen Zeitraum eines knappen Jahres vor. Die bisher letzte Beobachtung wurde im Mai 2011 am Las-Campanas-Observatorium durchgeführt. (Stand 18. März 2019)

## Eigenschaften

### Umlaufbahn
2010 JK124 umkreist die Sonne in 249,09 Jahren auf einer fast kreisförmigen Umlaufbahn zwischen 38,15 AE und 41,03 AE Abstand zu deren Zentrum. Die Bahnexzentrizität beträgt 0,036, die Bahn ist 15,55° gegenüber der Ekliptik geneigt. Derzeit ist der Planetoid 40,61 AE von der Sonne entfernt. Das Perihel durchläuft er das nächste Mal 2111, der letzte Periheldurchlauf dürfte also im Jahre 1862 erfolgt sein.
Marc Buie (DES) klassifiziert den Planetoiden als nahes (SDO) oder erweitertes SDO (ESDO bzw. DO), während vom Minor Planet Center keine spezifische Einstufung existiert; letzteres ordnet ihn als Nicht-SDO und allgemein als «Distant Object» ein. Das Johnston’s Archive führt es als «other TNO» auf, was bedeutet, dass es mit Sicherheit kein Cubewano oder Resonantes KBO ist.

### Größe
Derzeit wird von einem Durchmesser von 358 km ausgegangen, basierend auf einem Rückstrahlvermögen von 8 % und einer absoluten Helligkeit von 5,7 m. Ausgehend von diesem Durchmesser ergibt sich eine Gesamtoberfläche von etwa 403.000 km². Die scheinbare Helligkeit von 2010 JK124 beträgt 21,52 m.
Da es denkbar ist, dass sich 2010 JK124 aufgrund seiner Größe im hydrostatischen Gleichgewicht befindet und somit weitgehend rund sein könnte, erfüllt er möglicherweise die Kriterien für eine Einstufung als Zwergplanet. Mike Brown geht davon aus, dass es sich bei 2010 JK124 um vielleicht einen Zwergplaneten handelt.
| Jahr                                         | Abmessungen km | Quelle   |
| -------------------------------------------- | -------------- | -------- |
| 2018                                         | 386,0          | Johnston |
| 2018                                         | 358,0          | Brown    |
| Die präziseste Bestimmung ist fett markiert. |                |          |